# Bellinzago Lombardo
Bellinzago Lombardo es una localidad italiana de la provincia de Milán, región de Lombardía, con 4.007 habitantes.

## Evolución demográfica
| Gráfica de evolución demográfica de Bellinzago Lombardo entre 1861 y 2001 |
|                                                                           |
| Fuente ISTAT - elaboración gráfica de Wikipedia                           |